# Ananusia australis
Ananusia australis is een vliesvleugelig insect uit de familie Encyrtidae. De wetenschappelijke naam is voor het eerst geldig gepubliceerd in 1979 door Gordh & Trjapitzin.